# Chaldżiowie
Chaldżiowie – indyjska dynastia muzułmańska panująca w okresie od 1290–1320 w sułtanacie delhijskim. Pierwszym władcą dynastii był Dżalal ud-Din Firuz Szah, który podczas swojego panowania dążył do zażegnywania sporów na tle etnicznym i religijnym, jednocześnie odpierający stałe ataki ze strony mongołów. Najwybitniejszym władcą dynastii był Ala ud-Din Chaldżi panujący w latach 1296–1316, podczas których, w wyniku licznych wojen, podbił południowe Indie.